# Оберштадтфельд
Оберштадтфельд (нем. Oberstadtfeld) — община в Германии, в земле Рейнланд-Пфальц. 
Входит в состав района Вульканайфель. Подчиняется управлению Даун.  Население составляет 587 человек (на 31 декабря 2010 года). Занимает площадь 10,21 км².